# Магура-Жиде
Магура-Жиде (укр. Магура-Жиде) — гора, расположенная в Закарпатье (Украина). Относится к хребту Боржава. Высота 1517 метров над уровнем моря. Известно, что на её вершине растёт черника.